# Mattia di Trakai
Mattia di Trakai (o di Vilnius, in lituano Motiejus Trakiškis, in latino Matthias Vilnensis; 1370 circa – Vilnius, 9 maggio 1453) è stato un vescovo cattolico lituano, primo vescovo di Samogizia dalla sua istituzione nel 1417 fino al 1422 e quinto vescovo di Vilnius dal 4 maggio 1422 al 9 maggio 1453 e membro ex officio del Consiglio dei Signori Lituani.

## Biografia
Mattia si laureò all'Università Carolina di Praga con il titolo di Magister delle Arti liberali nel 1408 e successivamente studiò all'Università di Siena. In qualità di decano di Trakai, nel Granducato di Lituania, partecipò alla cristianizzazione della Samogizia e fu un sostenitore delle aspirazioni politiche di Vitoldo e un partecipante attivo nelle questioni relative alla sua incoronazione. Vitoldo il Grande nominò Mattia vescovo della nuova diocesi di Samogizia eretta unilateralmente dallo stesso granduca (riconosciuta dal pontefice nel 1421) durante la guerra con l'ordine teutonico originata dalle rivolte della Samogizia (1401-1422); fu consacrato il 24 ottobre 1417 a Trakai.
Mattia parlava samogitico e lituano. Secondo Jan Długosz, era un abitante di Vilnius di origine livona-tedesca, mentre Vitoldo ne parla come di un lituano. Il vescovo celebrò il matrimonio del re di Polonia e granduca di Lituania Ladislao II Jagellone con la sua ultima moglie Sofia Alšėniškė nella città di Navahrudak nel 1422; divenne vescovo della Arcidiocesi di Vilnius più tardi nello stesso anno. Mattia inviò dei rappresentanti al Concilio di Basilea e istituì l'Inquisizione per combattere gli hussiti, fondò molte chiese e difese strenuamente i diritti e i privilegi dei lituani. Mattia si preoccupò che i nuovi sacerdoti cattolici conoscessero bene la lingua lituana. Il 27 ottobre 1430 amministrò l'estrema unzione per il morente Vitoldo.

## Genealogia episcopale e successione apostolica
La genealogia episcopale è:
- Arcivescovo Jan Rzeszowski
- Vescovo Mattia di Trakai

La successione apostolica è:
- Vescovo Nicolas Comedani Dzierzgo (1423)